# Dike Basket Napoli 2017-2018
Questa voce raccoglie le informazioni riguardanti la Dike Basket Napoli nelle competizioni ufficiali della stagione 2017-2018.

## Stagione
La stagione 2017-2018 della Dike Basket Napoli, sponsorizzata  Saces Mapei Givova è la quarta che disputa in Serie A1 femminile.

## Verdetti stagionali
Competizioni nazionali
- Serie A1: (29 partite)

stagione regolare e fase a orologio: 4º posto su 10 squadre (12-10);
play-off: perde la semifinale contro Schio (1-3).

## Organigramma societario
Area dirigenziale
- Presidente onorario: Gabriele D'Annunzio
- Presidente: Filomena D'Angelo
- Vice Presidente: Giuseppe Zimbardi
- Segretario Generale: Umberto Ottaiano
- Team manager: Alessia Guardascione
- Ufficio Stampa: Umberto Buonocore

Area Tecnica
- Allenatore: Nino Molino
- Vice Allenatore: Massimiliano Palmisani
- Assistente Allenatore: Giancarlo Natale
- Preparatore Atletico: Russo Roberto
- Responsabile Settore Giovanile: Filippo La Malfa

Area Sanitaria
- Medico sociale: Vincenzo Rosciano
- Massofisioterapista: Ilenia Recchia

## Rosa
|    | Naz.                                              | Ruolo | Sportivo              | Anno | Alt. |  |        |
| -- | ------------------------------------------------- | ----- | --------------------- | ---- | ---- |  | ------ |
| 3  | Stati Uniti (bandiera)                            | C     | Kelsey Bone           | 1991 | 193  |  | [ 2 ]  |
| 4  | Italia (bandiera)                                 | P     | Francesca Di Battista | 1980 | 175  |  |        |
| 5  | Argentina (bandiera) · Italia (bandiera)          | P     | Débora González       | 1990 | 170  |  | [ 3 ]  |
| 6  | Italia (bandiera)                                 | A     | Sabrina Cinili        | 1989 | 191  |  |        |
| 8  | Italia (bandiera)                                 | P     | Chiara Pastore        | 1986 | 175  |  | (cap.) |
| 9  | Italia (bandiera)                                 | G     | Beatrice Carta        | 1992 | 172  |  |        |
| 10 | Italia (bandiera)                                 | A     | Nene Diene            | 1992 | 180  |  |        |
| 11 | Italia (bandiera)                                 | AC    | Alejandra Chesta      | 1982 | 188  |  | [ 5 ]  |
| 12 | Nuova Zelanda (bandiera) · Regno Unito (bandiera) | A     | Jillian Harmon        | 1987 | 186  |  |        |
| 14 | Slovacchia (bandiera)                             | A     | Žofia Hruščáková      | 1995 | 190  |  | [ 6 ]  |
| 15 | Italia (bandiera)                                 | C     | Dubravka Dačić        | 1985 | 198  |  |        |
| 23 | Stati Uniti (bandiera) · Grecia (bandiera)        | G     | Jacki Gemelos         | 1988 | 183  |  |        |
| 31 | Stati Uniti (bandiera)                            | C     | Stefanie Dolson       | 1992 | 197  |  | [ 7 ]  |
| 45 | Italia (bandiera)                                 | G     | Flavia De Cassan      | 1998 | 176  |  |        |

## Mercato

### Sessione estiva
Confermate le giocatrici Chiara Pastore, Sabrina Cinili, Beatrice Carta e la guardia Jacki Gemelos; La riconfermata Débora González si è infortunata nella finale della FIBA Women's AmeriCup 2017. In un primo momento era stata ingaggiata Monique Ngo Ndjock, successivamente a causa di vari problemi il contratto è stato risolto; la società ha inoltre effettuato i seguenti trasferimenti:
| Acquisti | Acquisti              | Acquisti            | Acquisti   |
| R.       | Nome                  | da                  | Modalità   |
| -------- | --------------------- | ------------------- | ---------- |
| P        | Francesca Di Battista | -                   | definitivo |
| A        | Nene Diene            | Bonfiglioli Ferrara | definitivo |
| A        | Jillian Harmon        | Le Mura Lucca       | definitivo |
| A        | Žofia Hruščáková      | UNI Győr            | definitivo |
| C        | Dubravka Dačić        | CB Al-Qazeres       | definitivo |
| C        | Stefanie Dolson       | Chicago Sky         | definitivo |
| G        | Flavia De Cassan      | Stella Azzurra      | definitivo |

| Cessioni | Cessioni                   | Cessioni       | Cessioni       |
| R.       | Nome                       | a              | Modalità       |
| -------- | -------------------------- | -------------- | -------------- |
| G        | Josipa Silov               | -              | fine contratto |
| A        | Alejandra Chesta           | -              | fine contratto |
| P        | Débora González            | -              | fine contratto |
| AC       | Polina Vasileva Chelenkova | -              | fine contratto |
| PG       | Roberta Dentamaro          | Magnolia CB    | fine contratto |
| G        | Giulia Sorrentino          | CUS Cagliari   | fine contratto |
| -        | Federica Grumetti          | -              | fine contratto |
| C        | Maria Giuseppone           | Cest. Spezzina | fine contratto |
| C        | Reshanda Gray              | -              | fine contratto |
| PG       | Katalin Honti              | -              | fine contratto |
| C        | Theresa Plaisance          | -              | fine contratto |

### Sessione invernale
| Acquisti | Acquisti         | Acquisti | Acquisti   |
| R.       | Nome             | da       | Modalità   |
| -------- | ---------------- | -------- | ---------- |
| AC       | Alejandra Chesta | -        | definitivo |
| C        | Kelsey Bone      | -        | definitivo |
| P        | Débora González  | -        | definitivo |

| Cessioni | Cessioni         | Cessioni     | Cessioni       |
| R.       | Nome             | a            | Modalità       |
| -------- | ---------------- | ------------ | -------------- |
| A        | Žofia Hruščáková | Famila Schio | fine contratto |
| C        | Stefanie Dolson  |              | fine contratto |

## Risultati

### Campionato

#### Play-off

##### Quarti di finale
| Arbitri: | Nicola Beneduce (Caserta) Alessandro Buttinelli (Cerveteri) Lucia Bernardo (San Nicola la Strada) |

|           |          |                     |
| Harmon 17 | Punti    | 26 Roberts          |
| Gemelos 8 | Assist   | 2 Battisodo, Crippa |
| Harmon 10 | Rimbalzi | 14 Udodenko         |

| Arbitri: | Alessio Dionisi (Fabriano) Andrea Chersicla (Oggiono) Chiara Vanzini (Milano) |

|             |          |            |
| Roberts 19  | Punti    | 25 Gemelos |
| Battisodo 6 | Assist   | 2 Gemelos  |
| Drammeh 15  | Rimbalzi | 12 Gemelos |

| Arbitri: | Chiara Maschietto (Treviso) Daniele Foti (Vittuone) Daniele Valleriani (Ferentino) |

|           |          |             |
| Harmon 18 | Punti    | 12 Drammeh  |
| Gemelos 6 | Assist   | 3 Battisodo |
| Harmon 16 | Rimbalzi | 14 Drammeh  |

##### Semifinale
| Arbitri: | Roberto Radaelli (Rho) Marcello Callea (Sassari) Elena Colazzo (Milano) |

|               |          |                   |
| Anderson 18   | Punti    | 15 Pastore        |
| Zandalasini 4 | Assist   | 3 Gemelos, Harmon |
| Yacoubou 9    | Rimbalzi | 9 Harmon          |

| Arbitri: | Alessio Dionisi (Fabriano) Francesco Meneghini (Verona) Valentina Del Monaco (Bologna) |

|            |          |            |
| Miyem 19   | Punti    | 26 Gemelos |
| Dotto 5    | Assist   | 7 Harmon   |
| Yacoubou 9 | Rimbalzi | 12 Dačić   |

| Arbitri: | Gianluca Gagliardi (Anagni) Antonio Bartolomeo (Cellino San Marco) Silvia Marziali (Roma) |

|                   |          |               |
| Cinili 17         | Punti    | 15 Miyem      |
| Gemelos, Harmon 4 | Assist   | 3 Zandalasini |
| Cinili 13         | Rimbalzi | 12 Yacoubou   |

| Arbitri: | Angelo Caforio (Brindisi) Pasquale Pecorella (Trani) Angela Rita Castiglione (Palermo) |

|           |          |                        |
| Harmon 24 | Punti    | 28 Yacoubou            |
| Gemelos 6 | Assist   | 3 Dotto                |
| Cinili 12 | Rimbalzi | 9 Anderson, Hruščáková |

## Statistiche

### Statistiche di squadra
| Competizione | Punti | In casa | In casa | In casa | In casa | In casa | In trasferta | In trasferta | In trasferta | In trasferta | In trasferta | Totale | Totale | Totale | Totale | Totale | Totale |
| Competizione | Punti | G       | V       | P       | Ptf     | Pts     | G            | V            | P            | Ptf          | Pts          | G      | V      | P      | Ptf    | Pts    | Diff.  |
| ------------ | ----- | ------- | ------- | ------- | ------- | ------- | ------------ | ------------ | ------------ | ------------ | ------------ | ------ | ------ | ------ | ------ | ------ | ------ |
| Serie A1     | 24    | 10      | 5       | 5       | 701     | 637     | 12           | 7            | 5            | 805          | 791          | 22     | 12     | 10     | 1506   | 1428   | +78    |
| Play-off     |       | 4       | 1       | 3       | 224     | 262     | 3            | 2            | 1            | 202          | 202          | 7      | 3      | 4      | 426    | 464    | -38    |
| Totale       | 24    | 14      | 6       | 8       | 925     | 899     | 15           | 9            | 6            | 1007         | 993          | 29     | 15     | 14     | 1932   | 1892   | +40    |